# Yukari Ishizawa
Yukari Ishizawa (jap. 石澤 ゆかり, Ishizawa Yukari; * 16. April 1988 in Ibaraki) ist eine japanische Leichtathletin, die sich auf den Hindernislauf spezialisiert hat.

## Sportliche Laufbahn
Yukari Ishizawas erste internationale Meisterschaften waren die Asienspiele 2018 in der indonesischen Hauptstadt Jakarta, bei denen sie im Hindernislauf mit 10:13,53 min auf den achten Platz gelangte.
2018 und 2020 wurde Ishizawa japanische Meisterin im Hindernislauf. Sie absolvierte ein Studium an der Universität Ibaraki in Mito.

## Bestleistungen
- 5000 Meter: 15:41,01 min, 28. April 2018 in Hiroshima
- 10.000 Meter: 32:27,22 min, 11. Juli 2016 in Abashiri
- Halbmarathon: 1:11:54 h, 23. Dezember 2016 in Okayama
- 3000 m Hindernis: 9:48,76 min, 4. Dezember 2020 in Osaka